# Người nổi tiếng (phim truyền hình)
Người nổi tiếng (tiếng Hàn: 셀러브리티, Tiếng Anh: Celebrity) là một bộ phim truyền hình Hàn Quốc năm 2023 do Kim Yi-young viết kịch bản và Kim Cheol-kyu đạo diễn, với sự tham gia của Park Gyu-young, Kang Min-hyuk, Lee Chung-ah, Lee Dong-gun và Jun Hyo Seong. Bộ phim được phát hành trên Netflix vào ngày 30 tháng 6 năm 2023.

## Tóm tắt
Seo Ah-ri (Park Gyu-young) bị cuốn vào cuộc sống danh vọng, giàu sang và ham muốn khi cô khám phá thế giới của những người có ảnh hưởng trên mạng xã hội. Khi danh tiếng của cô bắt đầu bị hoen ố trong quá trình thăng tiến và cuối cùng là sụp đổ, Ah-ri vạch trần cuộc sống đầy tai tiếng của những người có ảnh hưởng, liên quan đến lừa đảo, quấy rối, ma túy và cuối cùng là giết người.

## Diễn viên

### Chính
- Park Gyu-young vai Seo Ah-ri[2]

Một nhân viên bán hàng trang điểm khiêm tốn sống với mẹ mình, người điều hành một cơ sở kinh doanh giặt khô. Gia đình Ah-ri từng giàu có vì người cha quá cố của cô sở hữu một nhà máy; tuy nhiên, sau khi ông qua đời và công ty phá sản, gia đình không còn một xu dính túi. Mẹ cô bị ám ảnh bởi sự giàu có và muốn quay trở lại lối sống xa hoa của mình trong khi bạn của Ah-ri, Yoon Jeong-sun (Park Ye-ni) nỗ lực hết sức để giúp cô nổi tiếng. Một ngày nọ, Ah-ri gặp "người bạn thời thơ ấu" Oh Min-hye, một người có ảnh hưởng và thích phô trương sự giàu có của mình. Min-hye mời Ah-ri, người mà cô tin rằng vẫn giàu có, đến dự một bữa tiệc của người nổi tiếng và giới thiệu cô với nhóm ảnh hưởng của Hội Gabin.
- Kang Min-hyuk vai Han Jun-kyung[2]

Một danh nhân giàu có và được nhiều người săn đón, ngay lập tức bị Ah-ri thu hút khi lần đầu tiên nhìn thấy cô và tận dụng mọi cơ hội để ở bên cô. Cuối cùng anh ấy hình thành một mối quan hệ lãng mạn với Ah-ri và sử dụng địa vị xã hội của mình để giúp đỡ cô ấy.
- Lee Chung-ah vai Yoon Si-hyeon[5]

Cô ấy là "chị lớn" của Hội Gabin và không sử dụng bất kỳ mạng xã hội nào. Cô ấy tốt bụng và có cảm tình với Ah-ri. Cô đã kết hôn với Tae-jeon và trước đó đã đính hôn với Jun-kyung.
- Lee Dong-gun vai Jin Tae-jeon[6]

Chồng của Si-hyeon, giám đốc điều hành của công ty luật lớn nhất Taegang, coi thường Jun-kyung và tìm mọi cách để tiêu diệt Ah-ri trong khi che giấu bí mật đen tối của riêng mình.
- Jun Hyo-seong vai Oh Min-hye[2]

Bạn cùng lớp cấp ba của Ah-ri và là người có ảnh hưởng trên mạng xã hội. Cô ấy ghen tị với Ah-ri. Cô tuyên bố xuất thân từ một gia đình giàu có nhưng thực tế không phải vậy.

### Phụ
Hiệp hội Gabin : Hiệp hội Gabin là một ngôi nhà dành cho những người có ảnh hưởng dựa trên hệ thống phân cấp người theo dõi trên Instagram của họ. Những thành viên này mong muốn sự nổi tiếng đi kèm với việc được theo dõi nhiều nhất trên mạng xã. Họ sẵn sàng nỗ lực hết sức để bảo vệ danh tiếng và địa vị của mình, ngay cả khi điều đó đồng nghĩa với việc phải hy sinh người khác. Sự phù phiếm và ghen tị đã làm hư hỏng những người có ảnh hưởng này và những người khác sẵn sàng hạ bệ họ.
- Jeong Yu-mi vai Hwang Yu-ri[7]
- Han Jae-in vai Jin Chae-hee[8]

Xuất thân từ một gia đình giàu có và là em gái của Tae-jeon. Cô dựa vào địa vị gia đình của mình để tận dụng sự hiện diện trên mạng xã hội và hợp tác với các thương hiệu. Cô ấy lạm dụng ma túy.
- Jung Wook-jin vai Kwon Myeong-ho[9]
- Han Eu-ddeum vai Angela[10]

Cô kết hôn với một người chồng giàu có nhưng anh ta không cho phép cô tiêu tiền của anh ta một cách xa hoa. Vì vậy, cô dùng đến cách gạ gẫm thân xác của mình để lấy tiền.
- Kim Si-hyun vai Ji-na[11]

Cô bán hàng nhái của các thương hiệu thiết kế và tuyên bố chúng là hàng thật đối với những người theo dõi mình.
- Jung Yoo-min vai Han Yu-rang[12]

Cô là tay sai của Min-hye và kết hôn với Kim Min-chan, một bác sĩ phẫu thuật thẩm mỹ có hành vi sai trái. Mối quan hệ của cô với chồng rất bất hòa.
- Kim Noh-jin vai Lee Eun-Chae/Lee Seon-Young

Nhân viên mát xa làm việc trong cùng một spa được Hiệp hội Gabin tài trợ. Sau đó, danh tính đằng sau của cô được tiết lộ chính là _bbbfamous, người trên thực tế là một cô gái nghèo khoe khoang mình là người giàu có chuyên viết những bình luận ác ý về những người nổi tiếng trong đó có Ah-ri.
- Park Ye-ni vai Yoon Jeong-sun[13]
- Han Eun-jung vai Wang Ro-la[14]
- Nam Gi-ae vai Lee Hyeon-ok[13]
- Seo Hyun-woo vai thám tử Jang Hyun-soo
- Um Hyo-sup vai Park Kyung-bae
- Choi Young-woo vai Hwang Yong-tae[15]

### Xuất hiện đặc biệt
- Jin So-yeon vai mẹ Beanie (Tập 1-2, 9)[16]
- Lee Jun-ho vai nhân viên dọn vệ sinh (Tập 12)[17][18]
- Lee Sang-yoon vai người nổi tiếng (Tập 2, 7)[7]
- David Lee McInnis vai người nổi tiếng (Tập 7)[7]
- Song Kyung-ah vai người nổi tiếng (Tập 7)[7]
- Seol In-ah vai Song Yeon-woo (Tập 4)[18]
- Jung Yoo-jin vai Choi Bom (Tập 7–8)[18]
- Kim Hyun-jung vai Kim Hyeon-jeong (Tập 11)[7]
- Tống Vũ Kỳ vai Trương Vĩ (Zhang Wei) (Tập 8–9)[18]
- Cha Hyun-seung và Oh Jin-taek vai người nổi tiếng (Tập 1)[7]
- Hook! vai người nổi tiếng (Tập 1, 3, 8)[7]
- Ssinnim, Calary Girl, Kiudesign, Risa Bae, Đạo diễn Pi trong vai người nổi tiếng (Tập 1, 3, 4)[7]
- Hong Ji-yoon vai người nổi tiếng (Tập 1, 7)[7]
- Jeong Hyuk vai người nổi tiếng (Tập 7)[7]
- Yoon Bo-ra vai người nổi tiếng (Tập 7)[7]
- Lee Hye-sung vai người nổi tiếng (Tập 1)[7]
- Nana vai người nổi tiếng / Nữ hoàng kéo (Tập 1)[7]
- Park Jae Min[7]
- Nana Youngrong Kim[7]
- Kiểm tra Glen[7]
- Thầy Ki Woo[7]
- Kim Jang-mi[7]
- Ginjo[7]
- Suna Gul[7]
- Choi Kwang Rok[7]
- Lee Hye-ju[7]
- Oh Young Joo[7]
- Yoon Hae-bin[7]
- ASMR Suna[7]
- Ahn Ye-won[7]
- Cho Min-ho[7]
- Cho Jong-tae[7]

## Giải thưởng và đề cử
| Lễ trao giải       | Năm  | Hạng mục       | Người được đề cử | Kết quả   | Tham chiếu. |
| ------------------ | ---- | -------------- | ---------------- | --------- | ----------- |
| Korea Drama Awards | 2023 | Hot Star Award | Jung Yoo-min     | Đoạt giải | [ 19 ]      |